# Липа опушённостолбиковая
Ли́па опушённосто́лбиковая (лат. Tilia dasystyla) — лиственное дерево, вид рода Липа (Tilia) семейства Мальвовые (Malvaceae).

## Описание
Дерево до 25 м высотой, с тёмной, растрескивающейся корой на старых стволах.
Молодые побеги темновато-бурые, голые. Почки продолговатые, голые, 4—5 мм длиной, 2—3 мм шириной, тёмно-коричневые.

### Листья
Черешки тонкие, голые, 3—4 см длиной. Листья фертильных побегов широкояйцевидные, 8—11 см длиной, 6—8 см шириной, на верхушке вытянутые в остриё, в основании усечённые или слегка сердцевидные, несколько несимметричные, зубчатые, зубцы треугольной формы, внезапно оттянутые в остроконечие, сверху тёмно-зелёные, голые, блестящие, снизу светло-зелёные, голые, с бородками прямых, простых желтоватых волосков в углах жилок; базальные жилки в числе 6—8, жилки второго порядка в числе 5—8, жилки третьего порядка более-менее прямые, между собой параллельные.

### Соцветия и цветки
Соцветие равное по длине прицветному листу, из 3—5 цветков. Прицветный лист продолговатый, более-менее ланцетно-суживающийся, 7—9 см длиной, 1,5—2 см шириной, книзу очень постепенно низбегающий до основания цветоноса (сидячий) или несколько не доходящий до основания его (на черешке), с обеих сторон совершенно голый, со стороны отхождения цветоноса блестящий, с противоположной — матовый. Бутоны округлые, около 3 мм в диаметре, голые, тёмно-бурые. Чашелистики ланцетные, 3—4 мм длиной, 1—2 мм шириной, снаружи голые, изнутри у основания опушённые белыми длинными блестящими волосками, по краю мелко курчавоволосистые; лепестки лопатчатой формы, на верхнем конце закруглённые, со слегка неровным краем, книзу быстро суживающиеся, 6—6,5 мм длиной, 1—1,5 мм шириной; тычинки 6—7 мм длиной; завязь округлая, рыхло шерстисто опушённая; столбик по всей длине шерстисто опушённый, короткий, около 3 мм длиной; рыльце голое, с пятью вверх торчащими или более-менее растопыренными лопастями. Цветёт в июне.

### Плоды
Плоды деревянистые, шерстисто опушённые, с пятью хорошо выраженными рёбрами. Плодоносит в июле.

## Распространение  и экология
В естественном виде встречается в Крыму, в Северном Иране, Северо-Западной Турции, Азербайджане, Грузии, Предкавказье и Дагестане.
Растёт в дубовых лесах. Является реликтовым видом.
Подвид Tilia dasystyla subsp. dasystyla произрастает лишь на горе Кастель в Крыму и внесён в Красную книгу Крыма.

## Применение
В культуре встречается в Батуми (в 6 лет высотой 1,5 м), в городе Ахтала в Армении (в 15 лет 25 м) и в Ташкенте.

## Классификация

### Таксономическая схема
Вид Липа опушённостолбиковая относится к роду Липа (Tilia) семейства Мальвовые (Malvaceae).
|  |                  |  |                     |                          |                       |  | ещё 45 порядков покрытосеменных (согласно Системе APG II) | ещё 45 порядков покрытосеменных (согласно Системе APG II) |                                           |  |  |  | ещё около 204 родов | ещё около 204 родов          |  |  |
|  |                  |  |                     |                          |                       |  | ещё 45 порядков покрытосеменных (согласно Системе APG II) | ещё 45 порядков покрытосеменных (согласно Системе APG II) |                                           |  |  |  | ещё около 204 родов | ещё около 204 родов          |  |  |
|  |                  |  |                     | отдел Цветковые растения |                       |  |                                                           |                                                           | семейство Мальвовые                       |  |  |  |                     | вид Липа опушённостолбиковая |  |  |
|  |                  |  |                     | отдел Цветковые растения |                       |  |                                                           |                                                           | семейство Мальвовые                       |  |  |  |                     | вид Липа опушённостолбиковая |  |  |
|  | царство Растения |  |                     |                          | порядок Мальвоцветные |  |                                                           |                                                           | род Липа                                  |  |  |  |                     |                              |  |  |
|  | царство Растения |  |                     |                          |                       |  |                                                           |                                                           |                                           |  |  |  |                     |                              |  |  |
|  |                  |  | ещё около 21 отдела | ещё около 21 отдела      |                       |  |                                                           | ещё 10 семейств (согласно Системе APG II)                 | ещё 10 семейств (согласно Системе APG II) |  |  |  | ещё около 40 видов  |                              |  |  |
|  |                  |  |                     | ещё около 21 отдела      |                       |  |                                                           |                                                           | ещё 10 семейств (согласно Системе APG II) |  |  |  |                     |                              |  |  |

### Подвиды
В пределах вида выделяются два подвида:
- Tilia dasystyla subsp. caucasica (V. Engl.) Pigott — Липа кавказская; Иран, Турция, Кавказ, Крым
- Tilia dasystyla subsp. dasystyla — Крым